# Edward Stafford (diplomatico)
Edward Stafford (1552 – 5 febbraio 1605) è stato un politico, diplomatico e cortigiano inglese durante il regno di Elisabetta I d'Inghilterra.

## Biografia
Era figlio di Sir William Stafford di Chebsey e della seconda moglie Dorothy Stafford.
Dopo aver studiato al St John's College e al Pembroke College a Cambridge, Stafford fu assistito da William Cecil, I barone Burghley e divenne membro del parlamento per Mitchell in Cornovaglia nel 1571 e poi per Heytesbury nel Wiltshire nel 1572.
Dal 1573 divenne membro della corte della regina Elisabetta I trasportando le lettere segrete di Cecil.
Sua madre era Mistress of the Robes della regina dal 1564 e grazie alla sua influenza aiutò la carriera politica del figlio.

### Diplomazia in Francia
Nel 1578 Stafford venne inviato in Francia per negoziare per conto della regina con il re Enrico III di Francia su un possibile fidanzamento tra Elisabetta e Francesco duca di Angiò; il duca soggiornò poi da Stafford durante la sua visita in Inghilterra nell'agosto del 1579. Stafford si recò in Francia nel 1580 per altre tre missioni diplomatiche concernenti il matrimonio.
Venne creato cavaliere nel 1583 e fu nominato ambasciatore a Parigi. Tuttavia nell'espletamento del suo ufficio fece riferimento a Cecil piuttosto che a Francis Walsingham, capo dei servizi segreti della regina. Ciò causò non poche complicazioni nella rete di spionaggio internazionale di Walsingham, che dovette far intercettare dai suoi agenti tutte le lettere di Stafford.
Le difficoltà finanziarie dovute al gioco d'azzardo di Stafford vennero riferite a Walsingham. Stafford prese 3,000 corone da Enrico di Guisa in cambio dell'accesso alla corrispondenza diplomatica, inoltre si legò a Charles Arundel, un ribelle inglese cattolico che viveva a Parigi. Queste rivelazioni vennero scoperte da Walsingham, sebbene non cercò di giocarle contro Stafford che era ancora sotto la protezione di Cecil. La morte dell'erede di Walsingham nell'ottobre del 1586 comportò una riconciliazione tra Walsingham e Cecil, inoltre anche Stafford e Walsingham si scambiarono lettere amichevoli nell'aprile del 1587.

### Relazioni con la Spagna
Tuttavia, prima di questa riconciliazione, nel gennaio del 1587 Arundel aveva agito come intermediario tra Stafford e l'agente spagnolo Bernardino de Mendoza; Arundel aveva ricevuto 2,000 corone da dare a Stafford. Sono ignote le cause del tradimento di Stafford verso la patria. Secondo alcuni storici egli agì per motivi economici, secondo altri per metter in atto una sorta di vendetta nei confronti di Walsingham. Sta di fatto che Mendoza fu mandato ad avvisare i connazionali dell'attacco di Francis Drake alla flotta spagnola a Cadice.
Tuttavia, altre informazioni che Stafford passò alla Spagna furono inaccurate, o perché deliberatamente date o perché fu male informato. Stafford era meno aperto nel riportare a Londra i dettagli della preparazione della temibile Invincibile Armata nel 1588, o deliberatamente o perché in combutta con Mendoza.

### Dopo l'Invincibile Armada
In seguito alla disfatta dell'Armada, Stafford smise di dare informazioni a Mendoza – o perché non aveva più esisgenze economiche (Elisabetta infatti aveva cancellato i suoi debiti) o perché la morte di Walsingham nel 1590 aveva rimosso un motivo personale.
Venne richiamato da Parigi nel 1590 e non gli vennero dati altri uffici rilevanti, sebbene fosse tornato alla Camera dei Comuni come rappresentante di vari elettorati (Winchester nel 1593; Stafford nel 1597 e nel 1601; Queenborough nel 1604).
Morì il 5 febbraio 1605 e venne sepolto nella chiesa di Santa Margherita a Westminster.

### Vita personale
Stafford sposò Roberta Chapman attorno al 1570; la coppia ebbe tre figli:
- William
- una figlia
- una figlia

Roberta morì durante la quarta gravidanza nel 1578.
Stafford si sposò nuovamente il 29 novembre 1579 con Douglas Sheffield, sorella di Charles Howard, I conte di Nottingham di Effingham e amante di Robert Dudley, I conte di Leicester. Tale matrimonio rafforzò i legami con la regina essendo la cognata Katherine una delle dame favorite di Elisabetta. Dalle seconde nozze Stafford ebbe altre due figlie morte durante l'infanzia.

## Ascendenza
|                                   |                                         |                                       | Genitori                                |  |  | Nonni |  |  | Bisnonni          |  |  | Trisnonni         |  |
|                                   |                                         |                                       |                                         |  |  |       |  |  | Humphrey Stafford |  |  | Humphrey Stafford |  |
|                                   |                                         |                                       |                                         |  |  |       |  |  | Humphrey Stafford |  |  | Humphrey Stafford |  |
|                                   |                                         | Eleanor Aylesbury                     |                                         |  |  |       |  |  | Humphrey Stafford |  |  |                   |  |
| Humphrey Stafford                 |                                         |                                       |                                         |  |  |       |  |  | Humphrey Stafford |  |  |                   |  |
|                                   |                                         | Catherine Fray                        | John Fray                               |  |  |       |  |  |                   |  |  |                   |  |
|                                   |                                         | Catherine Fray                        | John Fray                               |  |  |       |  |  |                   |  |  |                   |  |
|                                   |                                         | Catherine Fray                        | Agnes Danvers                           |  |  |       |  |  |                   |  |  |                   |  |
| William Stafford                  |                                         | Catherine Fray                        |                                         |  |  |       |  |  |                   |  |  |                   |  |
|                                   |                                         | John Fogge                            | John Fogge                              |  |  |       |  |  |                   |  |  |                   |  |
|                                   |                                         | John Fogge                            | John Fogge                              |  |  |       |  |  |                   |  |  |                   |  |
|                                   |                                         | John Fogge                            | Jane Catton                             |  |  |       |  |  |                   |  |  |                   |  |
| Margaret Fogge                    |                                         | John Fogge                            |                                         |  |  |       |  |  |                   |  |  |                   |  |
|                                   |                                         | Alice Hawte                           | William Haute                           |  |  |       |  |  |                   |  |  |                   |  |
|                                   |                                         | Alice Hawte                           | William Haute                           |  |  |       |  |  |                   |  |  |                   |  |
|                                   |                                         | Alice Hawte                           | Joan Wydevill                           |  |  |       |  |  |                   |  |  |                   |  |
| Edward Stafford                   |                                         | Alice Hawte                           |                                         |  |  |       |  |  |                   |  |  |                   |  |
|                                   | Edward Stafford, III duca di Buckingham | Henry Stafford, II duca di Buckingham |                                         |  |  |       |  |  |                   |  |  |                   |  |
|                                   | Edward Stafford, III duca di Buckingham | Henry Stafford, II duca di Buckingham |                                         |  |  |       |  |  |                   |  |  |                   |  |
|                                   | Edward Stafford, III duca di Buckingham | Catherine Woodville                   |                                         |  |  |       |  |  |                   |  |  |                   |  |
| Henry Stafford, I barone Stafford | Edward Stafford, III duca di Buckingham |                                       |                                         |  |  |       |  |  |                   |  |  |                   |  |
|                                   |                                         | Eleanor Percy                         | Henry Percy, IV conte di Northumberland |  |  |       |  |  |                   |  |  |                   |  |
|                                   |                                         | Eleanor Percy                         | Henry Percy, IV conte di Northumberland |  |  |       |  |  |                   |  |  |                   |  |
|                                   |                                         | Eleanor Percy                         | Maud Herbert                            |  |  |       |  |  |                   |  |  |                   |  |
| Dorothy Stafford                  |                                         | Eleanor Percy                         |                                         |  |  |       |  |  |                   |  |  |                   |  |
|                                   |                                         | Richard Pole                          | Geoffrey de la Pole                     |  |  |       |  |  |                   |  |  |                   |  |
|                                   |                                         | Richard Pole                          | Geoffrey de la Pole                     |  |  |       |  |  |                   |  |  |                   |  |
|                                   |                                         | Richard Pole                          | Edith St John                           |  |  |       |  |  |                   |  |  |                   |  |
| Ursula Pole                       |                                         | Richard Pole                          |                                         |  |  |       |  |  |                   |  |  |                   |  |
|                                   |                                         | Margaret, VIII contessa di Salisbury  | George, I duca di Clarence              |  |  |       |  |  |                   |  |  |                   |  |
|                                   |                                         | Margaret, VIII contessa di Salisbury  | George, I duca di Clarence              |  |  |       |  |  |                   |  |  |                   |  |
|                                   |                                         | Margaret, VIII contessa di Salisbury  | Isabel Neville                          |  |  |       |  |  |                   |  |  |                   |  |
|                                   |                                         | Margaret, VIII contessa di Salisbury  |                                         |  |  |       |  |  |                   |  |  |                   |  |